# Johann Clarisse

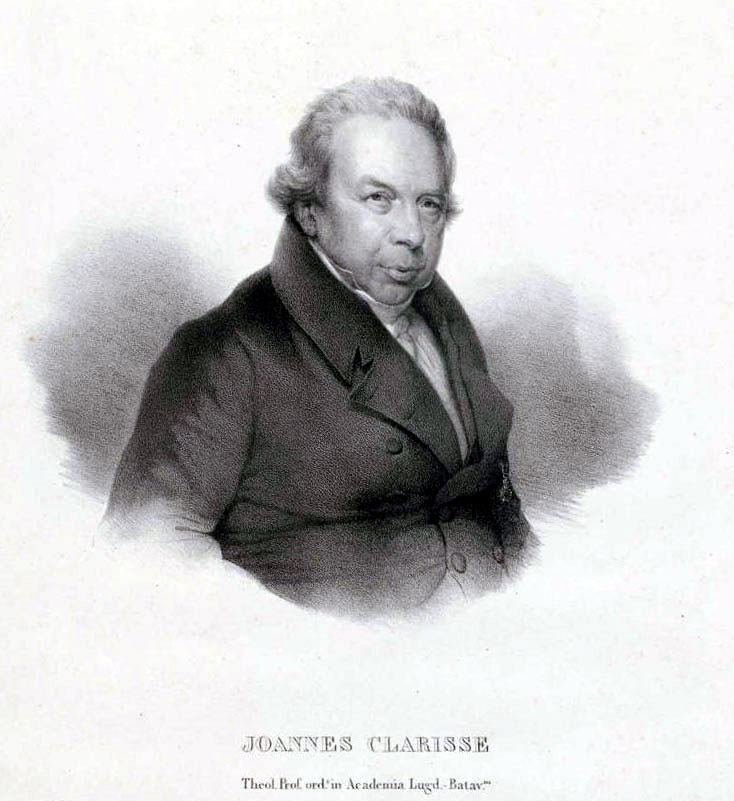
Johann Clarisse

Johann Clarisse (* 19. Oktober 1770 in Schiedam; † 29. November 1846 in Rheden) war ein niederländischer reformierter Theologe.

## Leben
Der Sohn des Johannes Clarisse und der Elselina Elisabetha van der Duiff hatte bereits früh seine Mutter verloren. Seine Schwiegermutter, die Tochter des Bürgermeisters in Schiedam, Thomas Pigeaud, wurde für ihn zur neuen Bezugsperson. Ab 1782 besuchte er die Lateinschule seines Heimatorts, ab 1785 die Lateinschule in Haastrecht. Er studierte ab 1787 Evangelische Theologie an der Universität Leiden, 1789 an der Universität Utrecht und promovierte 1791 zum Doktor der Theologie. 1792 trat er in den Kirchendienst als Prediger in Doorn ein und war ab 1797 in gleicher Eigenschaft in Enkhuizen tätig. An letztem Ort begann er, auf sich aufmerksam zu machen mit einigen theologischen Schriften, in denen er auf die modernen synthetischen Methoden der Aufklärung einging.
Bereits in seinen Jugendjahren entflammte sein Geist für alles „Schöne und Große“. Er besang Friedrich Schiller, der damals noch nicht seine volle Höhe erreicht hatte, und orientierte sich mit Eifer auf die Erzeugnisse des Geschmacks und der Gelehrsamkeit der älteren und neueren Völker. Seine umfassenden theologischen Kenntnisse verschafften ihm 1803 einen Ruf als Professor an die Universität Harderwijk, wo er seinen Posten mit einer Rede über das unauflösliche Band zwischen den Lehrsätzen und Sittenlehren des Evangeliums antrat. 1804 wurde er auf eine Professur der Theologie nach Franeker und eine Professur der Philosophie nach Groningen berufen. Er beschloss jedoch, Harderwijk nicht zu verlassen, und war 1805 Rektor der Harderwijker Hochschule.
Notgedrungen war dies dennoch der Fall, als Napoleon mit einem Federzug die beiden Universitäten in Harderwijk und Franeker 1811 vernichtete. Clarisses Talente als Prediger brachten ihm kurz darauf einen Ruf nach Amsterdam, wo er bis 1815 blieb und danach als Professor der Theologie nach Leiden ging. Hier hielt er seine Antrittsrede de theologo vere liberali. Er dozierte über Moral und Exegese, Predigtkunde, natürliche Theologie und Enzyklopädie. Nach dem Tod von Sebald Justinus Brugmans wurde ihm durch die Kuratoren der Universität der Lehrstuhl der Naturgeschichte bis zur Rückkehr von Kaspar Georg Karl Reinwardt übertragen. 1821/22 war er Rektor der Alma Mater und schied 1840 mit seiner Emeritierung aus seiner Tätigkeit als Hochschullehrer aus. Er zog 1841 nach Rheden, wo er verstarb.

## Werke (Auswahl)
- De Spiritu Sancto. Traj. ad. Rhen. 1791.
- Gedichten van J. Clarisse. Utrecht 1792 (Online)
- Gezangen en dichtoeffeningen mijner jeugd. Haarlem 1793
- Verhandeling over den Heiligen Geest. Utrecht 1796
- De arctissime inter se nexis Moralibus Doctrinae Christianae et Dogmaticis praeceptis, doeenti non sejungendis. Harderwijk 1804
- Encyclopaediae theologicae epitome: perpetua annotatione, literaria potissimum, illustrata. Leiden 1832, 1835 (Online)